# Assadecma
Assadecma is een geslacht van kevers uit de familie van de loopkevers (Carabidae). De wetenschappelijke naam van het geslacht is voor het eerst geldig gepubliceerd in 1982 door Basilewsky.

## Soorten
Het geslacht Assadecma is monotypisch en omvat slechts de volgende soort:
- Assadecma madagascariensis Basilewsky, 1982